# Чистота (альбом)
«Чистота» — студийный альбом российской рок-группы «Серьга», вышедший 22 мая 2015 года.

## История
Группа приступила к работе над новыми песнями сразу после празднования своего 20-летнего юбилея. Сначала Галанин хотел выкладывать материал по частям, даже не зная, будет ли это новым альбомом. Однако в начале 2015 года стало известно, что пластинка в скором времени планируется к выходу. Альбом был предварён несколькими экранизированными синглами. Первым из них стала песня «Дверь на замке», исполненная в дуэте с Ютой. Затем появились «Там, где далеко», «Ромео и Джульетта» и «Хоровод». Премьера анимационного клипа на «Чай с лимоном» состоялась уже после выхода альбома.

## Список песен
| №   | Название                                     | Длительность |
| --- | -------------------------------------------- | ------------ |
| 1.  | «Время готовить костёр»                      | 3:18         |
| 2.  | «Хоровод»                                    | 2:53         |
| 3.  | «Ромео и Джульетта»                          | 4:48         |
| 4.  | «Чистота»                                    | 4:27         |
| 5.  | «Чай с лимоном (Папе)»                       | 4:13         |
| 6.  | «Дом родной»                                 | 4:35         |
| 7.  | «Матильда»                                   | 4:24         |
| 8.  | «Там, где далеко»                            | 3:27         |
| 9.  | «Дверь на замке (при уч. Юты)»               | 4:57         |
| 10. | «Ваше благородие»                            | 3:50         |
| 11. | «Ветер спасает»                              | 3:32         |
| 12. | «Дверь на замке (радиоверсия) (при уч. Юты)» | 3:41         |